# 1960年ミラノ・トリエンナーレ
第12回ミラノ・トリエンナーレ (XII Triennal of Milan) は、1960年にイタリアのミラノで開催されたトリエンナーレであり、博覧会国際事務局から認定された国際博覧会（特別博）である。テーマは「Decorative industrial and modern Arts and modern architecture」。